# Patricia Maria Țig
Patricia Maria Țig (Caransebeș, 27 juli 1994) is een tennisspeelster uit Roemenië. Țig begon met tennis toen zij acht jaar oud was. Haar favoriete ondergrond is hardcourt. Zij speelt rechtshandig en heeft een tweehandige backhand.

## Loopbaan

### Enkelspel
Țig debuteerde in 2009 op het ITF-toernooi van Craiova (Roemenië). Zij stond in 2011 voor het eerst in een finale, op het ITF-toernooi van Antalya (Turkije) – zij verloor daar van de Oekraïense Viktorija Koetoezova. In 2012 veroverde Țig haar eerste titel, op het ITF-toernooi van Balș (Roemenië), door landgenote Alexandra Damaschin te verslaan. Tot op heden(oktober 2020) won zij veertien ITF-titels, de meest recente in 2019 in Cancun (Mexico).
In 2015 speelde Țig voor het eerst op een WTA-hoofdtoernooi, op het toernooi van Boekarest. Zij bereikte er de tweede ronde. Datzelfde jaar stond zij voor het eerst in een WTA-finale, op het toernooi van Bakoe – zij verloor van de Russin Margarita Gasparjan. In 2019 veroverde Țig haar eerste WTA-titel, op het toernooi van Karlsruhe, door de Belgische Alison Van Uytvanck te verslaan. In 2020 won zij wederom een WTA-toernooi, in Istanbul – in de finale versloeg zij de Canadese Eugenie Bouchard.
Haar beste resultaat op de grandslamtoernooien is het bereiken van de derde ronde, op Roland Garros 2020. Haar hoogste notering op de WTA-ranglijst is de 56e plaats, die zij bereikte in oktober 2020.

### Dubbelspel
Țig is in het dubbelspel minder actief dan in het enkelspel. Zij debuteerde in 2010 op het ITF-toernooi van Boekarest (Roemenië) samen met landgenote Stefana Andrei. Zij stond in 2012 voor het eerst in een finale, op het ITF-toernooi van Antalya (Turkije), samen met landgenote Patricia Chirea – zij verloren van het Russische duo Anastasia Frolova en Jevgenija Pasjkova. Later dat jaar veroverde Țig haar eerste titel, op het ITF-toernooi van Iași (Roemenië), samen met landgenote Alexandra Damaschin, door het Tsjechische duo Martina Kubičíková en Tereza Malíková te verslaan. Tot op heden(oktober 2020) won zij vier ITF-titels, de meest recente in 2014 in Victoria (Mexico).
In 2015 speelde Țig voor het eerst op een WTA-toernooi, op het toernooi van Boekarest, samen met landgenote Andreea Mitu. Zij bereikten meteen de finale, die zij verloren van het koppel Oksana Kalasjnikova en Demi Schuurs.
Haar beste resultaat op de grandslamtoernooien is het bereiken van de derde ronde, op Roland Garros 2020. Haar hoogste notering op de WTA-ranglijst is de 155e plaats, die zij bereikte in november 2016.

### Loopbaanbreuk
Van oktober 2017 tot april 2019 was Țig anderhalf jaar buiten bedrijf, om van een rugblessure te herstellen, en om moeder te worden (in november 2018). Door de op 1 januari 2019 ingegane regelgeving van de ITF kunnen speelsters geen WTA-ranglijstpunten meer verdienen op ITF-toernooien onder de $25k, terwijl zij zonder ranglijstpositie niet worden toegelaten op ITF-toernooien van $25k en hoger. In eigen land kreeg zij een wildcard voor de kwalificaties van het WTA-toernooi van Boekarest 2019 – zij doorliep met succes het kwalificatietoernooi en bereikte in de hoofdtabel de finale, die zij verloor van de Kazachse Jelena Rybakina. Met de hiermee verdiende WTA-ranglijstpunten kwam zij binnen op plek 264 van de wereldranglijst. Na het bereiken van de halve finale in Hua Hin in 2020 kwam zij terug in de top 100.

## Posities op deWTA-ranglijst
Positie per einde seizoen:
| jaar | rang enkelspel | rang dubbelspel |
| ---- | -------------- | --------------- |
| 2011 | 735            | –               |
| 2012 | 415            | 531             |
| 2013 | 808            | 780             |
| 2014 | 243            | 373             |
| 2015 | 115            | 216             |
| 2016 | 112            | 164             |
| 2017 | 175            | 494             |
|      |                |                 |
| 2019 | 111            | –               |

## Palmares
| Legenda                 |
| ----------------------- |
| Grandslamtoernooi       |
| Olympische Spelen       |
| Year-End Championships  |
| Premier Mandatory       |
| Premier Five / WTA 1000 |
| Premier / WTA 500       |
| International / WTA 250 |
| Challenger / WTA 125    |

### WTA-finaleplaatsen enkelspel
| nr.              | finale     | toernooi      | ondergrond | tegenstandster      | score         |         |
| ---------------- | ---------- | ------------- | ---------- | ------------------- | ------------- | ------- |
| gewonnen finales |            |               |            |                     |               |         |
| 1.               | 2019-08-04 | WTA Karlsruhe | gravel     | Alison Van Uytvanck | 3-6, 6-1, 6-2 | details |
| 2.               | 2020-09-13 | WTA Istanbul  | gravel     | Eugenie Bouchard    | 2-6, 6-1, 7-6 | details |
| verloren finales |            |               |            |                     |               |         |
| 1.               | 2015-08-02 | WTA Bakoe     | hardcourt  | Margarita Gasparjan | 3-6, 7-5, 0-6 | details |
| 2.               | 2019-07-21 | WTA Boekarest | gravel     | Jelena Rybakina     | 2-6, 0-6      | details |

### WTA-finaleplaatsen vrouwendubbelspel
| nr.              | finale     | toernooi      | ondergrond    | partner          | tegenstandsters                  | score            |         |
| ---------------- | ---------- | ------------- | ------------- | ---------------- | -------------------------------- | ---------------- | ------- |
| gewonnen finales |            |               |               |                  |                                  |                  |         |
| geen             |            |               |               |                  |                                  |                  |         |
| verloren finales |            |               |               |                  |                                  |                  |         |
| 1.               | 2015-07-19 | WTA Boekarest | gravel        | Andreea Mitu     | Oksana Kalasjnikova Demi Schuurs | 2-6, 2-6         | details |
| 2.               | 2016-10-22 | WTA Luxemburg | hardcourt (i) | Monica Niculescu | Kiki Bertens Johanna Larsson     | 6-4, 5-7, [9-11] | details |
| 3.               | 2025-04-20 | WTA Oeiras    | gravel        | Anastasia Dețiuc | Francisca Jorge Matilde Jorge    | 1-6, 2-6         | details |

## Resultaten grandslamtoernooien
| Legenda | Legenda                          |
| ------- | -------------------------------- |
| g.t.    | geen toernooi gehouden           |
| l.c.    | lagere categorie                 |
| –       | niet deelgenomen                 |
| G       | uitgeschakeld in de groepsfase   |
| 1R      | uitgeschakeld in de eerste ronde |
| 2R      | uitgeschakeld in de tweede ronde |
| 3R      | uitgeschakeld in de derde ronde  |
| 4R      | uitgeschakeld in de vierde ronde |
| KF      | uitgeschakeld in de kwartfinale  |
| HF      | uitgeschakeld in de halve finale |
| F       | de finale verloren               |
| W       | het toernooi gewonnen            |
| w-v     | winst/verlies-balans             |

### Enkelspel
| toernooi        | 2016 | 2017 |      | 2020 |
| --------------- | ---- | ---- | ---- | ---- |
| Australian Open | –    | 1R   | –    |      |
| Roland Garros   | –    | 1R   | 3R   |      |
| Wimbledon       | 1R   | –    | g.t. |      |
| US Open         | 1R   | –    | 2R   |      |

### Vrouwendubbelspel
| toernooi        | 2020 |
| --------------- | ---- |
| Australian Open | –    |
| Roland Garros   | 3R   |
| Wimbledon       | g.t. |
| US Open         | –    |